# 山本与志恵
山本 与志恵（やまもと よしえ、1944年9月1日 - ）は、日本の女優、声優。山形県出身。身長153cm。体重53kg。
山形県立酒田東高等学校卒業。舞台芸術学院中退。1967年4月1日に劇団青年座へ入団。

## 出演

### テレビドラマ
- ありがとう 第2シリーズ 第17話 （1972年5月18日、TBS）
- 火曜サスペンス劇場
  - 浅見光彦ミステリー
  - 「追跡」
  - 地方記者・立花陽介
- 金田一少年の事件簿 - 紫乃の母親 役
- CAとお呼びっ!
- 少年たち2
- 虹色定期便
- はぐれ刑事純情派（1999年） - 神山久子
- やまとなでしこ
- 竜馬がゆく - 岡上家女中 役
- 水曜ミステリー9「小杉健治サスペンス・保身」
- 隣の家族は青く見える（2018年） - 三浦妙子
- 孤独のグルメ Season7 第4話（2018年4月28日、テレビ東京） - コロムビア女将 役

### 吹き替え

#### 映画
- 風と共に去りぬ（ピティパットおばさん）※テレビ東京版
- グリンチ ※劇場公開版
- ベイブ（エズレ・ホゲット）※ソフト版
- ベイブ/都会へ行く（エズレ・ホゲット）※ソフト版
- ハリー・ポッターと秘密の部屋（ポモーナ・スプラウト〈ミリアム・マーゴリーズ〉[3]）
- Merry Christmas! 〜ロンドンに奇跡を起こした男〜（フィスク夫人〈ミリアム・マーゴリーズ〉）
- ロッタちゃん はじめてのおつかい（ベルイさん）※ソフト版

#### ドラマ
- アリー my Love
- チャームド 〜魔女3姉妹〜（ペネロペ・ハリウェル）
- 名探偵ポワロ カーテン〜ポワロ最後の事件〜（デイジー・ラトレル〈アン・リード〉）
- ロズウェル - 星の恋人たち「裏切り」（ダイアン・エバンズ）

### テレビアニメ
- 親子クラブ（お婆ちゃん / 花咲ハナ〈二代目〉）
- タイムボカン（アラジンの母）

### 劇場アニメ
- NITABOH 仁太坊-津軽三味線始祖外聞（2004年、お松[4]）
- 崖の上のポニョ（2009年）

### ゲーム
- ぼくのなつやすみ4 瀬戸内少年探偵団「ボクと秘密の地図」（2009年、おばあちゃん〈島波智〉）

### CM
- アテント
- 大東建託
- 東京海上火災

### 舞台
- 明日
- 赤い月
- イット・ランズ・イン・ザ・ファミリー
- 最終地点は日本
- 桜姫東文章（綱右衛門）
- 写楽考
- 新進演劇人育成公演「父が燃える日」（2011年9月14日 - 19日、前沢志津）
- 成層圏に棲む鵺（老婆）
- パパと呼ばないで
- ブンナよ木からおりてこい
- 私の下町